# The Adventures of Rocky and Bullwinkle
A The Adventures of Rocky and Bullwinkle 2018-tól vetített amerikai televíziós 2D-s számítógépes animációs sorozat, az 1959 és 1964 között sugárzott Rocky és Bakacsin kalandjai című rajzfilmsorozat rebootja. Az animációs játékfilmsorozat rendezői Howie Perry, Greg Miller és Chuck Sheetz. A zenéjét Guy Moon szerezte. A tévéfilmsorozat a Jaw Ward Productions és a DreamWorks Animation Television gyártásában készült. Műfaja filmvígjáték-, akciófilm- és kalandfilmsorozat. A sorozat részei 2018. május 11-én kerültek fel először az Amazon Videora, Magyarországon még nem mutatták be.

## Szereplők

### Főszereplők
| Szereplő                   | Eredeti hang  |
| -------------------------- | ------------- |
| Rocket J. "Rocky" Squirrel | Tara Strong   |
| Bullwinkle J. Moose        | Brad Norman   |
| Boris Badenov              | Ben Diskin    |
| Natasha Fatale             | Rachel Butera |
| Fearless Leader            | Piotr Michael |
| A narrátor                 | Daran Norris  |

### Visszatérő szereplők
| Szereplő           | Eredeti hang             |
| ------------------ | ------------------------ |
| Director Peachfuzz | Fuschia!                 |
| Butler             | Ant Simpson              |
| Grandwinkle        | Kari Wahlgren            |
| Rafi Tusk          | Rhomeyn Johnson          |
| Colonel Boudreaux  | Tom Kenny                |
| President Leader   | Kevin Michael Richardson |
| Önmaga             | Gordon Ramsay            |
| Dr. Lesso          | Grey Griffin             |
| Mayor Grundstrom   | Faruq Tauheed            |
| Önmaga             | Mario Lopez              |
| Önmaga             | "Weird" Al Yankovic      |
| Francis            | Ben Giroux               |
| Newsie             | Ben Giroux               |
| Premier Leader     | Eric Bauza               |
| Önmaga             | Mark Hamill              |

### Vendégszereplők
| Szereplő   | Eredeti hang      |
| ---------- | ----------------- |
| Chuckles   | Lil Rel Howery    |
| Thalia     | Cristina Milizia  |
| Agent Chad | Roger Craig Smith |

## Epizódok
|    | 1 | 13               | 2018. május 11.  | 2018. május 11. |
| 13 | 1 | 2019. január 11. | 2019. január 11. |                 |

### 1. évad (2018–19)
| #       | Eredeti cím                    | Magyar cím | Rendezte     | Eredeti premier  | Magyar premier |
| ------- | ------------------------------ | ---------- | ------------ | ---------------- | -------------- |
|         |                                |            |              |                  |                |
| 1. rész |                                |            |              |                  |                |
| 1.      | Stink of Fear                  |            | Howie Perry  | 2018. május 11.  |                |
| 2.      | Stink of Fear                  |            | Greg Miller  | 2018. május 11.  |                |
| 3.      | Stink of Fear                  |            | Chuck Sheetz | 2018. május 11.  |                |
| 4.      | Stink of Fear                  |            | Chuck Sheetz | 2018. május 11.  |                |
| 5.      | Stink of Fear                  |            | Greg Miller  | 2018. május 11.  |                |
| 6.      | The Dark Side of the Moose     |            | Howie Perry  | 2018. május 11.  |                |
| 7.      | The Dark Side of the Moose     |            | Chuck Sheetz | 2018. május 11.  |                |
| 8.      | The Dark Side of the Moose     |            | Greg Miller  | 2018. május 11.  |                |
| 9.      | The Dark Side of the Moose     |            | Howie Perry  | 2018. május 11.  |                |
| 10.     | Moosebumps                     |            | Chuck Sheetz | 2018. május 11.  |                |
| 11.     | Moosebumps                     |            | Greg Miller  | 2018. május 11.  |                |
| 12.     | Moosebumps                     |            | Howie Perry  | 2018. május 11.  |                |
| 13.     | Moosebumps                     |            | Chuck Sheetz | 2018. május 11.  |                |
| 2. rész |                                |            |              |                  |                |
| 14.     | Almost Famoose                 |            | Greg Miller  | 2019. január 11. |                |
| 15.     | Almost Famoose                 |            | Howie Perry  | 2019. január 11. |                |
| 16.     | Almost Famoose                 |            | Chuck Sheetz | 2019. január 11. |                |
| 17.     | Almost Famoose                 |            | Greg Miller  | 2019. január 11. |                |
| 18.     | The Legends of the Power Gems  |            | Howie Perry  | 2019. január 11. |                |
| 19.     | The Legends of the Power Gems  |            | Chuck Sheetz | 2019. január 11. |                |
| 20.     | The Legends of the Power Gems  |            | Greg Miller  | 2019. január 11. |                |
| 21.     | The Legends of the Power Gems  |            | Howie Perry  | 2019. január 11. |                |
| 22.     | Amazamoose and Squirrel Wonder |            | Chuck Sheetz | 2019. január 11. |                |
| 23.     | Amazamoose and Squirrel Wonder |            | Greg Miller  | 2019. január 11. |                |
| 24.     | Amazamoose and Squirrel Wonder |            | Howie Perry  | 2019. január 11. |                |
| 25.     | Amazamoose and Squirrel Wonder |            | Chuck Sheetz | 2019. január 11. |                |
| 26.     | Amazamoose and Squirrel Wonder |            | Greg Miller  | 2019. január 11. |                |